# Bohumil Švarc
Bohumil Švarc (21. února 1926 Praha – 1. dubna 2013) byl český herec, voiceover a rozhlasový hlasatel.

## Životopis
Narodil se do rodiny Bohumila Švarce a Františky Švarcové. Měl ještě mladšího bratra Miloše Švarce.
Kariéru začal v Dismanově rozhlasovém dětském souboru ve 14 letech. Studoval reálné gymnázium a hereckou konzervatoř. Za druhé světové války byl totálně nasazen v tzv. Technische Nothilfe. Jeho otec se v té době aktivně účastnil v odboji. V roce 1945 se aktivně zúčastnil pražského povstání a po odeznění dramatických květnových dnů se na pozvání režiséra rozhlasu Miloslava Dismana stal – v 19 letech – nejmladším hlasatelem Československého rozhlasu. Byl známý svým charakteristickým basem.
Po II. světové válce sehrál ve filmu asi 70 rolí, působil v Intimním, Realistickém, Vinohradském divadle (1951–1953), ve Větrníku, v Divadle Skelet Pavla Trávníčka. Většinu života hrál v Městských divadlech pražských (1950–1990).
V rozhlase ztvárnil zejména v 50. letech mnoho rolí pod vedením režisérů Miloslava Dismana, Přemysla Pražského, Josefa Bezdíčka, Jiřího Vasmuta a dalších. Dlouhá desetiletí byl hlas Bohumila Švarce spojen s rozhlasovými Knihovničkami. Slýchali ho posluchači magazínu Meteor a dalších pořadů.
V květnu 1953 uváděl premiérové vysílání Československé televize.
V roce 1949 se podílel na českém znění sovětského filmu Nebezpečná křižovatka (1949), které je označováno za první československý profesionální dabing. V dabingu je znám ze seriálu Dactari, jako hlas velitele policejní akademie Erica Lassarda (George Gaynes), Leslie Nielsena nebo Dartha Vadera a hraběte Dooku z Hvězdných válek. Byl „dvorním dabérem“ Christophera Lee. V polovině 90. let dostal za své výkony cenu Františka Filipovského za celoživotní mistrovství v dabingu.
V květnu 2005 se významně podílel na projektu Českého rozhlasu 2-Praha „Spojeni na vlně 415“. V rámci oslav 60. výročí konce 2. světové války se ve spolupráci s režisérkou Táňou Smržovou (svou dcerou) a redaktorem Tomášem Černým setkával s pamětníky květnových událostí v roce 1945 a rozmlouval s nimi o jejich zážitcích souvisejících s voláním rozhlasu o pomoc.
Byl vícekrát ženatý. Z manželství s herečkou Janou Vasmutovou, dcerou režiséra Jiřího Vasmuta, pochází jeho dcera Taťána Smržová, která působí jako režisérka v rozhlase. Syn Bohumil Švarc je rovněž hercem, v dabingu působí i žena Alexandra. Zemřel v pondělí 1. dubna 2013 po dlouhé nemoci.

## Filmografie
Hrál v řadě filmů a televizních seriálů:
- 1947: Podobizna – přítel Žemblovského
- 1948: Křižovatka života
- 1949: Zrcadlo na vesnici 3
- 1950: Temno – Hubatius
- 1950: Slepice a kostelník – Jaroš
- 1951: Cesta ke štěstí – Olda Majer
- 1955: Jan Žižka – mladík v kostele
- 1955: Psohlavci – Pavel Šerlovský
- 1955: Budeme připraveni – instruktor civilní obrany Kocourek
- 1956: Pozor, jedu...! – příslušník VB
- 1957: Padělek – poručík Karlíček
- 1958: Zatoulané dělo – poručík Vašek
- 1959: Zkouška pokračuje – televizní moderátor
- 1959: Dařbuján a Pandrhola – Matěj Klofát
- 1960: Bílá spona – Stejskal
- 1960: Rychlík do Ostravy – Veselý
- 1960: Páté oddělení – pětistovkař
- 1960: Valčík pro milión – pořadatel
- 1961: Muž z prvního století – astronaut
- 1961: Pohled do očí – Bohuš
- 1962: Pevnost na Rýně – dabing námořníka
- 1962: Šroubkova dobrodružství
- 1963: Zlaté kapradí – major
- 1964: Návštěva – jen voiceover
- 1964: Hvězda zvaná Pelyněk – Čekal
- 1964: Strakatí andělé – 3. Jana: Harlekýn
- 1965: Puščik jede do Prahy
- 1965: Strašná žena
- 1966: Lidé z maringotek – elegantní muž
- 1966: Eliška a její rod (TV seriál) – Alenin milý
- 1967: Klapzubova jedenáctka (TV seriál, 7. díl)
- 1968: Hříšní lidé města pražského (TV seriál, 12. díl: Špion přijede v sedm)
- 1968: Sňatky z rozumu (TV seriál, 1. díl)
- 1969: Den sedmý, osmá noc – Tenor
- 1969: Slasti Otce vlasti – herold v Lucce
- 1970: Ďábelské líbánky – reportér časopisu Playboy
- 1971: Kat nepočká (TV film) – Pepíček
- 1971: F. L. Věk (TV seriál, 3., 5. a 12. díl)
- 1971: Konfrontace (TV seriál)
- 1971: Rozsudek (TV seriál)
- 1971: Dobrodružství na Labi
- 1972: Rozhovor
- 1973: Dny zrady I. a II.
- 1973: Kronika žhavého léta
- 1973: Výstřely v Mariánských Lázních
- 1974: Byl jednou jeden dům (TV seriál)
- 1974: Sokolovo – vypravěč
- 1974: Zbraně pro Prahu – Sokol
- 1974: Hvězda padá vzhůru – agent Alfatonu
- 1974: Třicet případů majora Zemana (TV seriál, 7. díl 2. řady: Prokleté dědictví) – ing. Korda
- 1975: Matka (TV seriál)
- 1975: Nejmladší z rodu Hamrů (TV seriál) – zemědělský tajemník Sklenář
- 1975: Pan Tau (TV seriál, 1. díl 2. řady: Pan Tau se vrací) – Helenin známý Ludvík
- 1975: Osvobození Prahy
- 1976: Muž na radnici (TV seriál) – poručík VB Winter
- 1976: Poslední exil (TV film)
- 1977: Fanda (TV film) – náčelník VB
- 1977: Idiotka (TV film)
- 1977: Vítězný lid
- 1978: Trasa
- 1978: Ve znamení Merkura (TV seriál, 3. díl: Případ živého muže) – příslušník VB
- 1979: Dnes v jednom domě (TV seriál, 9. díl: Domov jménem Praha) – ředitel
- 1982: Doktor z vejminku (TV seriál)
- 1982: Dynastie Nováků (TV seriál, 1. díl: Narozeniny) – náměstek ministra dopravy Ing. Karel Táborský
- 1983: Sám mezi lidmi – Eugen
- 1983: Stříbrná žíla (TV seriál)
- 1983: Tři mušketýři (TV film)
- 1986: Hvězdy nad Syslím údolím (TV minisérie, 2. díl: Životní román MUDr. Diany Filipové) – raněný
- 1988: Druhý dech (TV seriál, 3. díl: Rekreační středisko pro krávy) – notář
- 1988: Chlapci a chlapi (TV seriál)
- 1988: Malé dějiny jedné rodiny (TV seriál)
- 1989: Dobrodružství kriminalistiky I. (TV seriál, 3. díl 2. řady: Modus operandi) – starosta Kenneth
- 1989: Příběh '88
- 1989: Řetězová reakce (TV film)
- 1989: Útěk ze seriálu (TV film) – pejskař
- 1989: Utopím si ho sám (TV film) – obhájce
- 1991: Přes padací mosty (TV film)
- 1992: Náhrdelník (TV seriál, 10. díl: Úpadek)
- 1993: Stalingrad – lékař na letišti
- 1994: Přetržený výkřik (TV film) – novinář
- 1994: Dreyfusova aféra / L' Affaire Dreyfus (TV seriál / TV film)
- 1995: Pohádka o lidech a Boží lékárně (TV film)
- 1996: Dívka se zázračnou pamětí (TV film)
- 1999: Polojasno (TV film) – generální prokurátor ČSR
- 2001: Maigret a otevřené okno (TV film)
- 2001: Z pekla štěstí 2
- 2002: Hartova válka / Hart's War
- 2003: Der Neue Bockerer IV. - Prager Frühling
- 2004: Napola: Hitlerova elita – muž v osobním voze
- 2004: Nadměrné maličkosti: Čas grundlí (TV film)
- 2004: Stavovské rozdíly (TV film)
- 2006: Satan přichází / The Omen – papež
- 2008: Paříž 36

### Divadelní záznamy a televizní inscenace
- 1960: Třetí přání
- 1961: Příliš štědrý večer – mladý muž
- 1962: Benátská vdovička – hrabě di Bosco Nero
- 1968: Vajíčko – generální prokurátor
- 1971: Jeden za všechny
- 1973: Bratranec Pons – Earl Popinot
- 1973: Černá jáma
- 1974: Egyptologové – Mordle
- 1975: Velký oblouk
- 1976: Minotaurus nemá naději
- 1976: Zákon starého muže
- 1977: Třináctá legenda – agent západní rozvědky
- 1982: Jehla – ředitel

### Rozhlasové role
- 1964 William Shakespeare: Richard III., rozhlasová adaptace, překlad: Zdeněk Urbánek, rozhlasová úprava a režie: Josef Červinka, dramaturgie: Jaromír Ptáček, hudba: Marek Kopele. Hrají: král Richard III. (Jiří Adamíra), král Edvard IV. (Miloš Nedbal), vévoda z Clarence (Otakar Brousek), královna Alžběta (Vlasta Chramostová), lady Anna (Jaroslava Adamová), vévodkyně z Yorku (Leopolda Dostalová), vévoda z Richmondu (Luděk Munzar), vévoda z Buckinghamu (Čestmír Řanda), lord Stanley (Josef Větrovec), lord Hastings (Jaromír Spal), hrabě Rivers (Oldřich Janovský), Catesby (Bohumil Křížek), Radcliff (Bohumil Švarc), Brakenburry (Jiří Suk), londýnský starosta (Ladislav Kulhánek), měšťan a písař (Josef Patočka), vypravěč (Josef Červinka) a další.[8]
- 1974 Mirko Stieber: Dva,  dramaturgie: Jaroslava Strejčková, osoby a obsazení: Paganini (Zdeněk Martínek), Frištenský (Čestmír Řanda), Jana (Jaroslava Pokorná), Marek (Viktor Preiss), kapitán SS (Bohumil Švarc), Kozáček (Jan Teplý), 1. ošetřovatel (Ladislav Šimek), 2. ošetřovatel (Ladislav Kazda), Královna ze Sáby (Vlasta Jelínková), Napoleon (Jiří Suk), Stařec (Vladimír Huber), Hlas blázna (Artur Šviha) a Hlas blázna (Věra Havlatová)
- 1991 George Orwell: 1984. Devítidílný rozhlasový seriál, režie: Karel Weinlich, hráli: průvodce (Luděk Munzar), Winston Smith (Jiří Ornest), O'Brien (Boris Rösner), Charrington (Jaroslav Konečný), Julie (Veronika Freimanová), Goldstein (Josef Červinka), Velký bratr (Rudolf Hrušínský), Parsonsová (Dana Syslová), výhrůžný hlas (Ladislav Brotánek), domovnice (Ludmila Roubíková), kluk (Petr Hotmar), holka (Eliška Pohorská), spíkr I. (Bohumil Švarc), spíkr II. (Dagmar Dvořáčková), pozorovatelka (Ilona Jirotková), žena (Zuzana Davidová) a hlas (Vladimír Fišer).[9]